# 口蓋帆挙筋
口蓋帆挙筋（こうがいはんきょきん）は口蓋筋の一つで、口蓋帆を上方へ上げる筋肉。嚥下の際、収縮し、軟口蓋を上方へ上げることで、食物が鼻咽頭に入るのを防ぐ働きを持つ。咽頭神経叢経由で、迷走神経の支配を受ける。
幅が広く丸みを帯びた筋肉で、後鼻孔の横に位置する。側頭骨錐体尖下面と耳管軟骨の内側板から起こり、上咽頭収縮筋の upper concave margin の上方を通り、口蓋帆で斜め下方と内側に正中まで広がり、反対側の口蓋帆挙筋と交わる。

## 追加画像

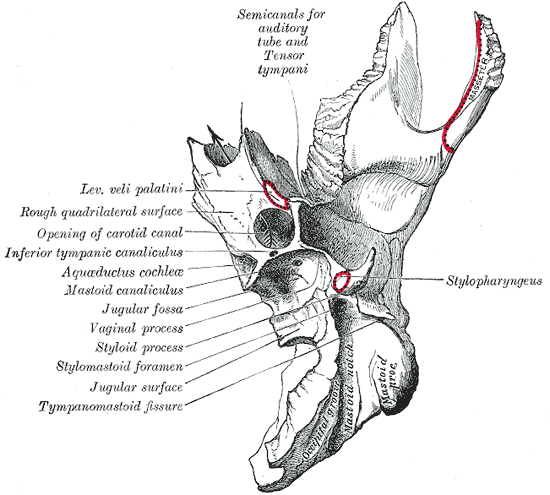
Left temporal bone. Inferior surface.